# カトクティン (揚陸指揮艦)
カトクティン（USS Catoctin, AGC-5）は、第二次世界大戦中のアメリカ海軍の揚陸指揮艦である。アパラチアン級揚陸指揮艦の4番艦であり、艦名はメリーランド州のカトクティン山に因む。

## 艦歴

### 1943-1944
カトクティンは1943年1月23日、蒸気船メアリー・ホイットリッジとしてカリフォルニア州オークランドのムーア・ドライドック社にて合衆国海事委員会の契約の下進水。命名はA・H・モートン夫人による。同年8月31日に海軍に移管され、同日ハンス・バーナード・オルセン予備中佐指揮の下で就役した。
9月14日から10月11日の約1ヶ月をかけて、カリフォルニア州ロングビーチから東海岸のペンシルベニア州フィラデルフィアへと移動。そこで一旦退役し、作戦・通信司令船として改装を受け、チャールズ・オーウェン・コンプ中佐指揮下で1944年1月24日に現役復帰。大西洋艦隊に配属された。
慣熟航海が終わると、3月5日にアルジェに向けてノーフォークを離れる。3月19日には第8艦隊旗艦となる。7月8日、ナポリへと出港。ナポリではイギリス国王ジョージ6世が本艦を訪問した。数ヶ月の間、本艦は南仏侵攻作戦立案の旗艦を務めた。8月13日、作戦発動に伴いジェームズ・フォレスタル海軍長官を筆頭とした陸海空の高官を乗せてナポリを出撃。
8月15日早朝、上陸予定の浜辺の沖合いに到着。作戦中は陸海空を問わずあらゆる将兵、部隊に指示を発した。8月18日、ドイツ空軍の放った榴散弾により乗組員6人が戦死、31人が負傷した。9月9日にトゥーロンに到着し、15日にはフランス艦隊とシャルル・ド・ゴール将軍を出迎えた。25日にトゥーロンを離れナポリへ向かい、年明けまでそこで過ごした。

### 1945年
1945年1月15日にナポリを発ち、パレルモで短期間修理を受けた後、26日にソ連のセヴァストポリに到着。2月11日にはフランクリン・D・ルーズベルト大統領や大統領付参謀長ウィリアム・リーヒ海軍元帥らを迎えた。ヤルタ会談の先発隊旗艦・通信艦として機能した。2月15日にセヴァストポリを出港し5日後にナポリに戻る。ナポリを出てからはオランに向かった。
オランで軍人の乗客を乗せてフィラデルフィアに向かい、そこでオーバーホールと再教育訓練を受ける。6月20日、デラウェア湾を出て真珠湾に向かい、7月中に到着。8月10日再び出港し、9月8日に仁川に到着、日本軍の降伏を受け入れた。それから沖縄へと向かって中国国民党政府が樹立されるまで治安維持任務にあたる海兵隊員を乗せ、中国の天津市大沽で下船させた。10月と11月の大半は、本艦は中国共産党との交渉における旗艦として機能した。
カトクティンは大戦中の戦功により1個の従軍星章を授与された。

### 不活性化
11月25日、上海を出航。12月28日にノーフォークに到着。1946年9月18日まで大西洋艦隊水陸両用部隊旗艦を務める。1947年2月26日、フィラデルフィアで予備役に入る。1959年12月30日に合衆国海事委員会に移管される。1959年〜60年の間にメイン州サウスポートランドのWarships Construction Co.,に売却、スクラップ処分された。

## 受勲
- 戦闘行動リボン（英語版）
- 中国功労章（英語版）（1945年9月26日）
- アメリカ戦役章（英語版）
- ヨーロッパ・アフリカ・中東従軍章（英語版）（南フランス侵攻：1944年8月15日 - 9月25日）
- アジア・太平洋従軍章（英語版）
- 第二次世界大戦戦勝章（英語版）
- 海軍占領功労章（英語版）（1945年9月4日 - 25日、9月27日 - 11月26日）

## 参考
- この記事はアメリカ合衆国政府の著作物であるDictionary of American Naval Fighting Shipsに由来する文章を含んでいます。